# Río Escalona
El río Escalona, también llamado río Cazuma, es un río del este de la península ibérica que discurre por la provincia de Valencia (España) y afluente del río Júcar por su margen derecha. 

## Curso
Nace al norte de la comarca de la Canal de Navarrés, con las aportaciones de pequeños ríos, ramblas y barrancos muy encajados que extienden su red por una extensa superficie: la Muela de Cortes de Pallás, Millares, Bicorp (Canillas, Moreno) y el Macizo del Caroig, al sur de la provincia de Valencia.
A partir de la localidad de Navarrés recibe el nombre propiamente dicho de río Escalona. En el noroeste del término municipal de este pueblo se encuentra la presa de Escalona, que recoge el agua de este río Escalona, y recipiente natural en el que confluyen también las aguas de los ríos Grande, Fraile y Ludey.
Atraviesa los términos municipales de: Cortes de Pallás, Millares, Bicorp, Quesa y Navarrés, donde desemboca en el Júcar, a la altura del pantano de Tous.